# Liste der Monuments historiques in Landebaëron
Die Liste der Monuments historiques in Landebaëron führt die Monuments historiques in der französischen Gemeinde Landebaëron auf.

## Liste der Bauwerke
| Bezeichnung                 | Beschreibung                  | Standort        | Kennzeichnung | Schutzstatus | Datum | Bild           |
| --------------------------- | ----------------------------- | --------------- | ------------- | ------------ | ----- | -------------- |
| Menhir von Menou-Glas       |                               | (Lage)          | PA00089240    | Inscrit      | 1969  | weitere Bilder |
| Kirche St-Maudez            | Erbaut ab dem 15. Jahrhundert | (Lage)          | PA00089239    | Inscrit      | 1926  | weitere Bilder |
| Allée couverte von Ros-Vras |                               | Kerlogan (Lage) | PA00089238    | Classé       | 1956  |                |

## Liste der Objekte
- Monuments historiques (Objekte) in Landebaëron in der Base Palissy des französischen Kultusministeriums